# 8 Dywizja Zmechanizowana
8 Drezdeńska Dywizja Zmechanizowana im. Bartosza Głowackiego (8 DZ) – związek taktyczny Wojska Polskiego.

## Formowanie i zmiany organizacyjne
Na podstawie Rozkazu MON Nr 0054/Org. z 12 czerwca 1950 dokonano przeformowania 8 Dywizji Piechoty Zmotoryzowanej i powstała 8 Drezdeńska Dywizja Zmechanizowana.
Utworzono nowe jednostki: 3 szkolny batalion czołgów, 12 dywizjon artylerii przeciwlotniczej, 1 ruchomy warsztat naprawy czołgów i 41 kompanię samochodową.
W celu zwiększenia możliwości bojowych pułków zmechanizowanych, każdy z nich otrzymał dodatkowo batalion czołgów.
W październiku 1952 do składu 8 DZ powrócił 34 pułk zmechanizowany, a ponadto został sformowany 1 dywizjon artylerii rakietowej, a na bazie batalionu dział pancernych SU-85 9 pułku czołgów średnich utworzono 12 pułk artylerii pancernej, który przejął tradycje 28 pułku artylerii pancernej.
19 września 1955 8 DZ została podporządkowana 1 Korpusowi Armijnemu. Rozformowano 15 pułk moździerzy i 3 szkolny batalion czołgów, a przeformowano: 12 dywizjon artylerii przeciwlotniczej na 125 pułk artylerii przeciwlotniczej oraz 12 pułk artylerii pancernej na 33 batalion czołgów i artylerii pancernej. Jednocześnie rozbudowano służby i pododdziały dywizyjne. Utworzono: 31 batalion transportowy, 59 batalion medyczno-sanitarny, 64 kompanię obrony przeciwchemicznej, 8 dywizyjny punkt zaopatrzenia oraz pluton dowodzenia dowódcy artylerii dywizyjnej.
Złagodzenie napiętych stosunków między dwoma przeciwstawnymi blokami politycznymi spowodowało, że w strukturze organizacyjnej 8 DZ przestały istnieć: 33 batalion czołgów i artylerii pancernej, 125 pułk artylerii przeciwlotniczej i 34 pułk artylerii haubic. Włączono do niej natomiast 88 pułk artylerii przeciwlotniczej  z 16 Dywizji Artylerii Przeciwlotniczej (z Koszalina). Jednak już w listopadzie 1958 roku, na mocy rozkazu Dowódcy POW nr 001, 34 pułk zmechanizowany przeniesiony został do 23 Dywizji Piechoty stacjonującej w Gdańsku i Lęborku.
8 Dywizji Zmechanizowanej podporządkowano 3 Brygadę Obrony Wybrzeża (z Kołobrzegu) z jednoczesnym przeformowaniem jej na 28 pułk zmechanizowany. Natomiast z połączenia 103 dywizjonu artylerii haubic, 104 dywizjonu artylerii haubic, 48 baterii szkolnej, 11 baterii dowodzenia odtworzono rozwiązany wcześniej 34 pułk artylerii haubic.
W 1961 rozformowano 5 batalion rozpoznawczy, a na jego miejscu utworzono 5 kompanię rozpoznawczą, którą przeniesiono do Kołobrzegu.

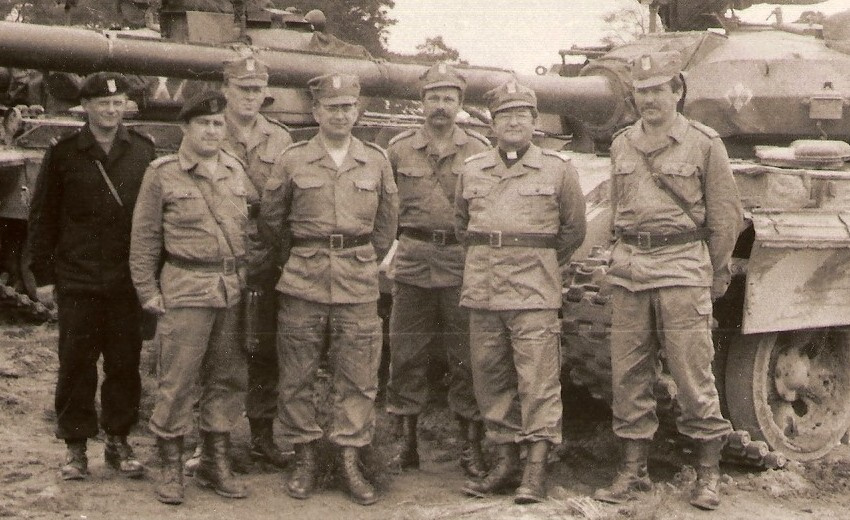
Żołnierze 36 pułku zmechanizowanego na poligonie drawskim w towarzystwie ks.bpa gen. Sławoja Głódzia

Na podstawie rozkazu Nr 07/MON ministra Obrony Narodowej z 4 maja 1967 w sprawie przekazania jednostkom wojskowym historycznych nazw i numerów oddziałów frontowych oraz ustanowienia dorocznych świąt jednostek (Dz. Rozk. Tjn. MON Nr 5, poz. 21) przemianowano:
- 39 pułk zmechanizowany na 36 Łużycki pułk zmechanizowany,
- 9 pułk czołgów średnich na 16 Dnowsko-Łużycki pułk czołgów średnich,
- 34 pułk artylerii haubic na 4 pułk artylerii,
- 28 batalion łączności na 13 batalion łączności
- 88 dywizjon artylerii przeciwlotniczej na 83 dywizjon artylerii przeciwlotniczej.

W 1970 przekształcono kompanię rozpoznawczą z powrotem na 5 batalion rozpoznawczy, a z 12 piekarni polowej i 8 dywizyjnego punktu zaopatrzenia sformowano 8 batalion zaopatrzenia. Utworzono także 29 kompanię dowodzenia szefa OPL dywizji i 47 dywizjon artylerii rakietowej.
W takich strukturach organizacyjnych 8 Dywizja Zmechanizowana funkcjonowała przez dwa najbliższe dziesięciolecia. W tym czasie dokonano jedynie kilku drobnych zmian, polegających na wzmocnieniu siły ogniowej poszczególnych pułków ogólnowojskowych. Stało się tak za sprawą wprowadzenia nowych typów sprzętu artyleryjskiego, skutkiem czego przeformowano baterie haubic 28 pz i 32 pz w dywizjony haubic, a w 16 pcz od podstaw sformowano dywizjon artylerii samobieżnej.
W latach 80. XX wieku sztab dywizji  używał kryptonimu Klejnot.
W 1990 rozformowane zostały stacjonujące w Kołobrzegu: 28 Sudecki pułk zmechanizowany i 47 dywizjon artylerii rakietowej. Do opuszczonych tzw. czerwonych koszar przy al. Jedności Narodowej przeniesiona została inna kołobrzeska jednostka, tj. 32 pułk zmechanizowany.
Odtąd w składzie 8 DZ znajdowały się już tylko dwa pułki zmechanizowane i jeden były pułk czołgów (wszystkie przekształcone w tzw. pułki zunifikowane), a oprócz tego pułki: artylerii i przeciwlotniczy. Opisywany stan tymczasowości trwał do 1993 r., tj. do kolejnej reorganizacji. W tym to roku powstała 8 Bałtycka Dywizja Obrony Wybrzeża.

## Dywizja w wydarzeniach grudniowych 1970 roku
W godzinach rannych 15 grudnia 1970 roku dowódca POW gen. dyw. Józef Kamiński wprowadził dla oddziałów dywizji stanu podwyższonej gotowości bojowej. O 13.00 wydał rozkaz przegrupowania części oddziałów dywizji z miejsc stacjonowania w rejon Gdańska.
16 grudnia 0.25 szef Sztabu Generalnego gen. dyw. Bolesław Chocha postawił dowódcy dywizji następujące zadanie:
- wydzielić do dyspozycji dowódcy 7 DDes 16 pcz, a dowódcy 16 DPanc – 28 pz.
- pozostałe jednostki dywizji utrzymywać w gotowości wejścia do działań i ześrodkować:
  - 36 pz, 13 batalion łączności, koirr, 64 kchem – w rejonie Gdańsk-Emaus
  - 32 pz i 19 bsap  w rejonie m. Złota Karczma
  - 4 pa – w rejonie Ptasznik
  - jednostki tyłowe – w rejonie lasu Lezno;
  - SD 8 DZ – w szkole przy ul. Kartuskiej

16 grudnia o 14.00 szef Sztabu Generalnego WP rozkazał dowódcy 8 DZ przegrupować 36 pułk zmechanizowany do rejonu Kamienny Potok i tam przekazać go dyspozycji dowódcy Marynarki Wojennej. Jednocześnie gen. Molczyk wydał dowódcy 7 DDes polecenie przegrupowania 34 pdes ze Słupska do rejonu Gdańsk-Emaus. O  22.00 16 grudnia pułk ten ześrodkował się w nakazanym rejonie i został podporządkowany dowódcy 8 DZ.
Generał Chocha o  19.05 16 grudnia wydał następujące polecenie dowódcy Marynarki Wojennej posiadającemu w swojej dyspozycji dwa organiczne pułki 8 DZ:
- siłami 32 pz, przy współdziałaniu z pododdziałami MO i WOP, zająć Stocznię im. Komuny Paryskiej z zadaniem niewpuszczenia na jej teren załogi oraz ochrony obiektów i statków
- siłami 36 pz zorganizować ochronę najważniejszych instytucji i obiektów na terenie Gdyni
- do rozpraszania demonstrantów wykorzystywać przede wszystkim odwody MO

W godzinach nocnych 32 pz zajął częścią sił Stocznię im. Komuny Paryskiej i Port Przeładunkowy w Gdyni, a 36 pz zorganizował ochronę:
- Stoczni Remontowej – siłami 2 batalionu piechoty zmotoryzowanej
- Miejskiej Rady Narodowej – siłami 9 kompanii piechoty zmotoryzowanej wzmocnionej czołgami
- poczty przy ul. Harcerskiej – siłami 3 kompanii wsparcia i baterii przeciwpancernych pocisków kierowanych
- KM PZPR, Banku i Poczty – siłami 1 kompanii piechoty zmotoryzowanej wzmocnionej czołgami
- 7 kompania piechoty zmotoryzowanej z kompanią saperów  otrzymała zadanie ześrodkowania się w pobliżu Pogotowia Ratunkowego w gotowości do działania.

Pozostałe  pododdziały 36  pz  rozmieszczono  w  rejonie  Skwer Kościuszki jako odwód.
Na żądanie przewodniczącego WRN Tadeusza Bejma 7 kpz z plutonem czołgów przegrupowano ostatecznie z rejonu Pogotowia Ratunkowego i użyto do blokowania skrzyżowania ulic Marchlewskiego, Czechosłowackiej i Polskiej w okolicach przejścia pod wiaduktem.
Po godzinie 5.00 17 grudnia na przystanku Gdynia-Stocznia, wiadukcie i moście zaczęło gromadzić się coraz więcej osób. Przez głośniki na wojskowych wozach propagandowych kierowano do stoczniowców apele i ostrzeżenia przed zbliżaniem się do stoczni. Z tłumu zaczęły padać obelżywe okrzyki pod adresem dyrekcji, MO i wojska. Jednocześnie ludzie poczęli przemieszczać się w stronę blokowanych przejść. Po dojściu tłumu do rubieży bezpieczeństwa dowódca 32 pz i dowódca batalionu  wyszli przed stanowiska ogniowe i wezwali manifestantów do zatrzymania się. Nie dało to żadnego rezultatu. W tej sytuacji dowódca 32 pz o godzinie 5.50 wydał dowódcy rozlokowanej za bramami stoczni 7 kpz rozkaz do oddania kilku długich serii z km pociskami świetlnymi oraz wystrzału armatniego z czołgu.
Tłum na kilkadziesiąt sekund stanął.Jednak po błędnej ocenie, że żołnierze strzelają amunicją ślepą, ruszył dalej. Na rozkaz dowódcy 32 pz kilku żołnierzy z 7 kpz otworzyło ogień celując w ziemię przed tłum. Od rykoszetów padli zabici i ranni. Sytuacja powtórzyła się ok. 8.00. I tym razem broni użyli żołnierze 7 kpz, a dowodził na tym kierunku zastępca dcy 32 pz do spraw politycznych.
17 grudnia na terenie Gdyni burzliwe zajścia miały jeszcze miejsce w rejonach: Stoczni Remontowej, Komitetu Miejskiego PZPR, Pogotowia Ratunkowego, Miejskiej Rady Narodowej i CPN, ochranianych przez pododdziały MW i 36 pz. Mimo groźnej sytuacji, jaka wytworzyła się w tych rejonach miasta, oraz żądań wiceministra spraw wewnętrznych gen. Szlachcica, żołnierze nie użyli broni przeciw demonstrantom, W rozładowaniu dramatycznej sytuacji pomogły w dużym stopniu urządzenia akustyczne  przez które dowódcy grup nawoływali manifestantów do niepodchodzenia do ochranianych przez wojsko obiektów.
W związku z napiętą sytuacją, o godzinie 12.00 gen. Kamiński skierował do Gdyni podporządkowany dowódcy 8 DZ 34 pdes. Pułk został rozmieszczony na Skwerze Kościuszki. Jednocześnie w Gdyni zorganizowano Wysunięte Stanowisko Dowodzenia 8 DZ, rozmieszczając je przy Grupie Operacyjnej w Dowództwie MW.
O godzinie 17.00 wysłano dwie kompanie desantowe 34 pdes do zablokowania dróg i ochrony garaży w rejonie Wzgórza Nowotki, a o godzinie 20.00 wydzielono z 4 pa 320 żołnierzy i 20 samochodów i skierowano do dyspozycji dowódcy 32 pz w celu zorganizowania ochrony Portu Przeładunkowego w Gdyni.
18 grudnia na terenie Gdyni, podobnie jak w Gdańsku, panował spokój. Od godziny 20.00  rozpoczęto wycofywanie wojsk ze Stoczni im. Komuny Paryskiej, Stoczni Remontowej i Portu Przeładunkowego w Gdyni, pozostawiając jedynie zewnętrzną ich ochronę. Wojska ześrodkowano w następujących miejscach:
- 32 pz – w koszarach batalionu budowlanego na Oksywiu
- 4 pa – w koszarach MW w Gdańsku-Oliwie
- 4 pdes (zluzowany przez 36 pz) – w koszarach 35 pdes w Gdańsku-Wrzeszczu.

Przegrupowanie zakończono do godziny 3.00 19 grudnia 1970 roku.
21 grudnia dowódca POW gen. Kamiński wydał rozkaz całkowitego wyprowadzenia wojska i Trójmiasta. Zgodnie z planem 24 grudnia 1970 roku do 4.00 wszystkie jednostki biorące udział w akcji na terenie Trójmiasta powróciły do swoich koszar.

## Struktura organizacyjna
| Garnizon   | Oddział (1967)                         | Oddział (1970)                         | Oddział (1993)             |
| ---------- | -------------------------------------- | -------------------------------------- | -------------------------- |
| Koszalin   | dowództwo 8 DZ                         | dowództwo 8 DZ                         | dowództwo 8 DZ             |
| Kołobrzeg  | 28 pułk zmechanizowany                 | 28 pułk zmechanizowany                 | rozformowany               |
| Kołobrzeg  | 32 pułk zmechanizowany                 | 32 pułk zmechanizowany                 | 32 pułk zmechanizowany     |
| Trzebiatów | 39 pułk zmechanizowany                 | 36 pułk zmechanizowany                 | 36 pułk zmechanizowany     |
| Słupsk     | 9 pułk czołgów średnich                | 16 pułk czołgów                        | 16 pułk zmechanizowany     |
| Kołobrzeg  | 34 pułk artylerii haubic               | 4 pułk artylerii                       | 4 pułk artylerii mieszanej |
| Kołobrzeg  | 47 dywizjon artylerii rakietowej       | 47 dywizjon artylerii rakietowej       | 4 pułk artylerii mieszanej |
| Kołobrzeg  | 98 dywizjon artylerii przeciwpancernej | 98 dywizjon artylerii przeciwpancernej | 4 pułk artylerii mieszanej |
| Trzebiatów | 1 dywizjon rakiet taktycznych          | 1 dywizjon rakiet taktycznych          | 1 dywizjon artylerii       |
| Koszalin   | 88 dywizjon artylerii przeciwlotniczej | 83 pułk artylerii przeciwlotniczej     |                            |
| Kołobrzeg  | 5 kompania rozpoznawcza                | 5 batalion rozpoznawczy                |                            |
| Koszalin   | 28 batalion łączności                  | 13 batalion łączności                  |                            |
| Unieście   | 19 batalion saperów                    | 19 batalion saperów                    |                            |
| Koszalin   | 8 batalion remontowy                   | 8 batalion remontowy                   |                            |
| Koszalin   | 12 piekarnia polowa                    | 8 batalion zaopatrzenia                |                            |
| Koszalin   | 8 dywizyjny punkt zaopatrzenia         | 8 batalion zaopatrzenia                |                            |
| Kołobrzeg  |                                        | 39 batalion medyczny                   |                            |
| Kołobrzeg  |                                        | 15 bateria dowodzenia                  |                            |
| Koszalin   |                                        | 64 kompania chemiczna                  |                            |

## Żołnierze dywizji
Dowódcy dywizji :
- płk Stanisław Korowoj (listopad 1950 – listopad 1951) – (od 1.5.51  – 8 Dywizja Zmechanizowana)
- płk/gen. mjr Aleksandr Cyganow – do listopada 1954
- płk Eugeniusz Molczyk – do października 1955
- ppłk Jerzy Gross – do stycznia 1957
- płk/gen. bryg. Józef Stebelski – do grudnia 1962
- płk dypl./gen. bryg. Zdzisław Kwiatkowski – do grudnia 1966
- płk dypl. Marian Wasilewski – do kwietnia 1967
- płk dypl./gen. bryg. Kazimierz Stec – do września 1970
- płk dypl./gen. bryg. Stanisław Kruczek – do sierpnia 1973
- gen. bryg. Wacław Szklarski – do października 1975
- gen. bryg. Tadeusz Urbańczyk – do kwietnia 1978
- ppłk/płk dypl. Witold Wójcik – do marca 1980
- ppłk/płk dypl. Zbigniew Zalewski – do lipca 1982
- płk dypl. Zenon Poznański – do października 1984
- płk dypl. Włodzimierz Warchalski – do lipca 1988
- płk dypl. Zenon Werner – do sierpnia 1990
- płk dypl./gen. bryg. Aleksander Poniewierka – do października 1992
- od 21 października 1992 r. – płk dypl. Zbigniew Głowienka (od 21.7.93  – 8 Dywizja Obrony Wybrzeża).

Oficerowie sztabu dywizji:
- Józef Flis

## Przekształcenia
8 Drezdeńska Dywizja Piechoty → 8 Dywizja Piechoty Zmotoryzowanej → 8 Drezdeńska Dywizja Zmechanizowana → 8 Bałtycka Dywizja Obrony Wybrzeża